# Raketenschlitten

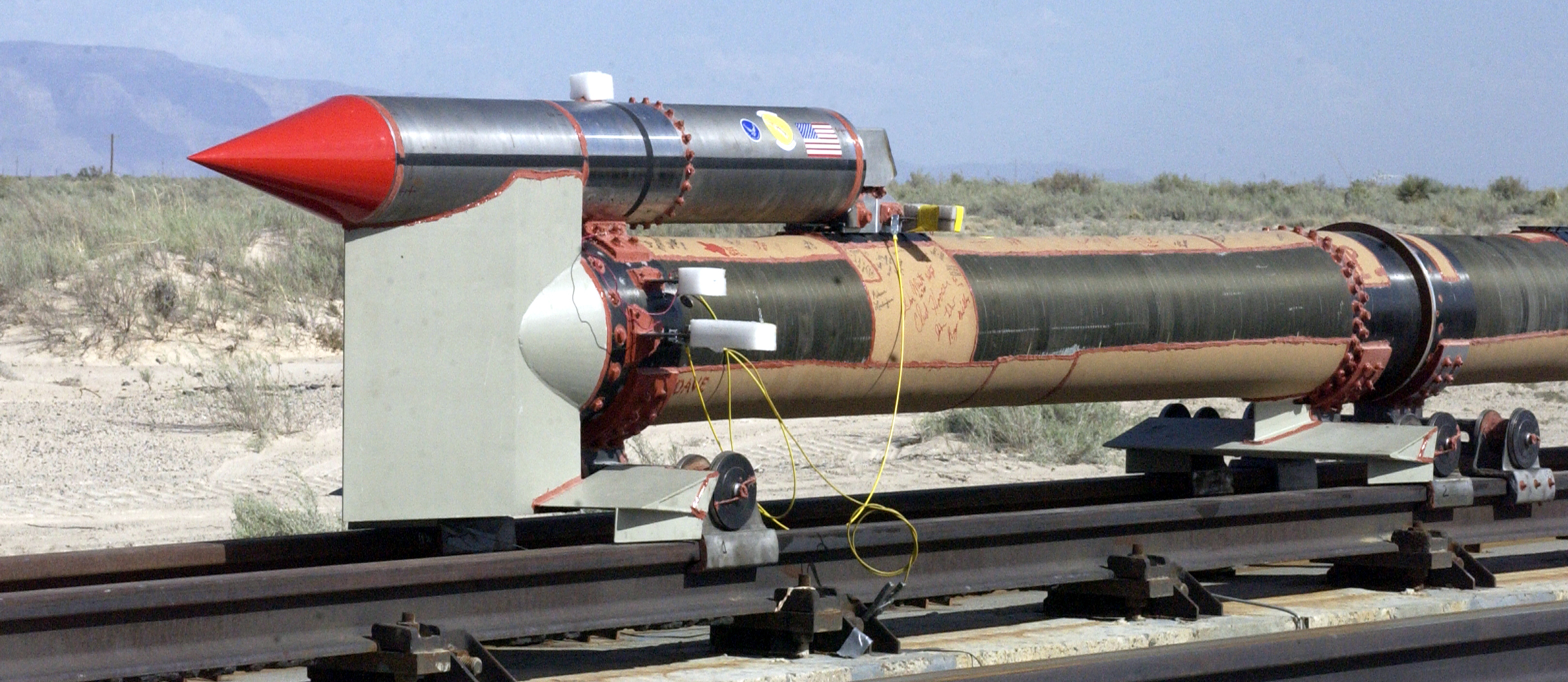
Raketenschlitten, mit dem 8,5 Mach erreicht wurden.

Ein Raketenschlitten ist ein einfaches Fahrzeug mit Raketenantrieb. Dabei kann es sich um einen Schlitten im herkömmlichen Sinne handeln, also um ein auf Kufen laufendes Fahrzeug, wie die Ende der 1920er Jahre gebauten RAK BOBs. Bei den heute eingesetzten Raketenschlitten handelt es sich dagegen meist um Fahrzeuge mit einer Linearführung.

## Funktion

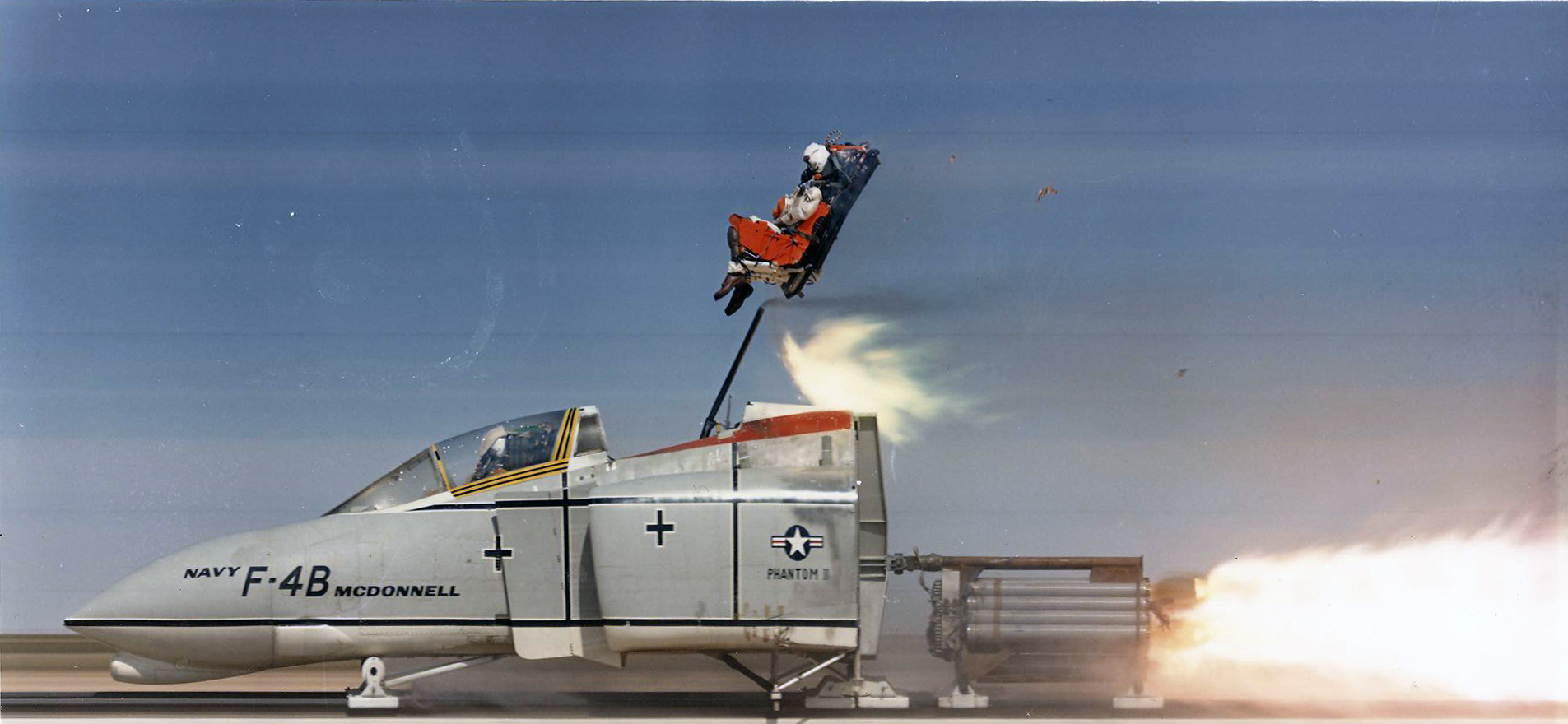
Schleudersitz-Test mit einem Raketenschlitten

Raketenschlitten werden in der Regel für wissenschaftliche Experimente, manchmal auch für Geschwindigkeits-Weltrekordversuche benutzt.
Auch bei der Entwicklung neuer Flugkörper kommen Raketenschlitten zum Einsatz. So sollen auf der  Holloman Air Force Base im Auftrag des US-Verteidigungsministeriums Versuche zur Entwicklung neuer Gefechtsköpfe durchgeführt werden.

## Geschichte

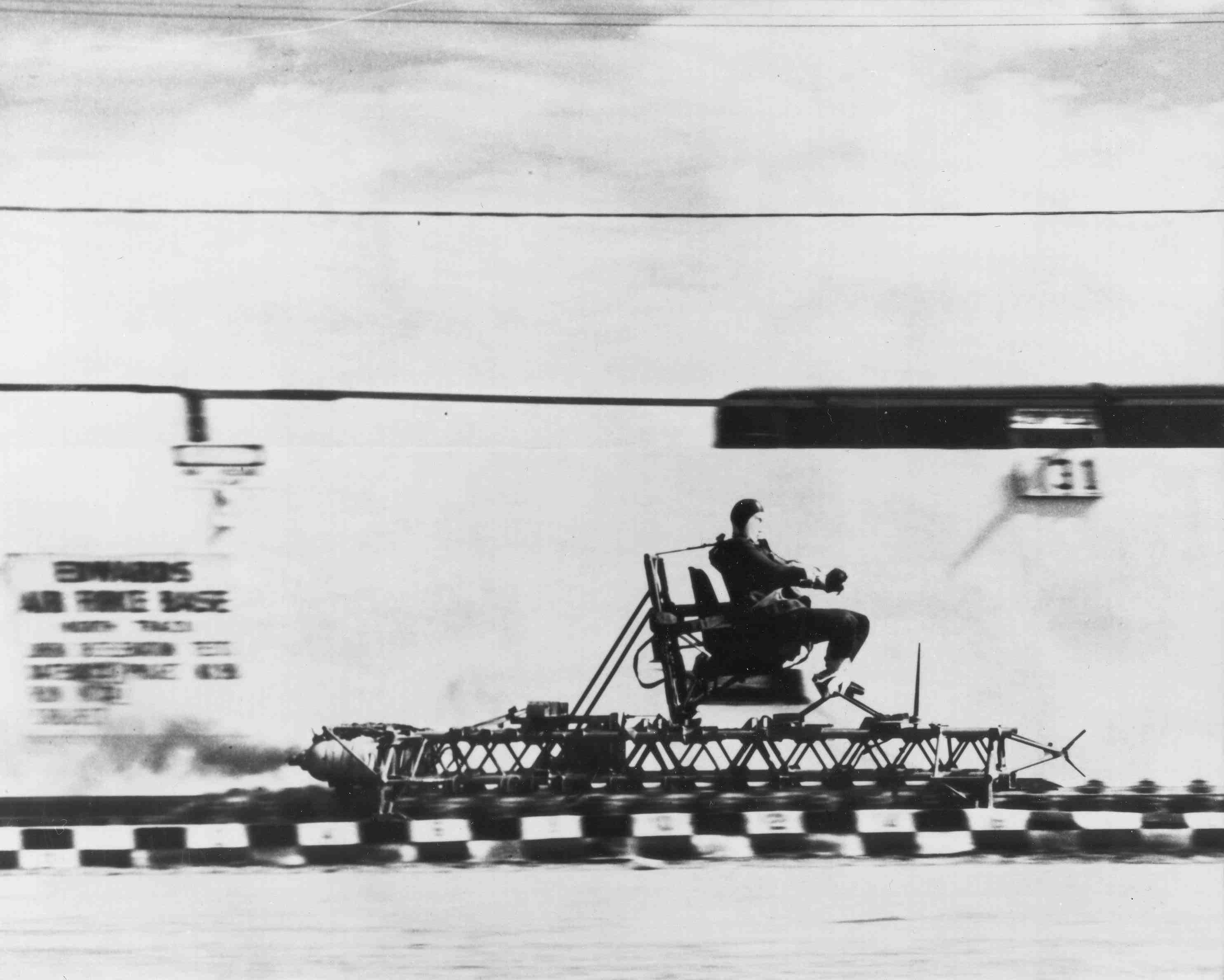
John Paul Stapp auf einem Raketenschlitten

Zwischen 1947 und 1951 fanden auf der heutigen Edwards Air Force Base insgesamt 74 bemannte Läufe mit Raketenschlitten statt, bei denen die Wirkung starker Beschleunigungen auf den menschlichen Organismus erforscht werden sollte. Bekannt wurde in diesem Zusammenhang vor allem John Paul Stapp, der bei einem dieser Läufe in der Abbremsphase kurzzeitig −46,2 g ausgesetzt war – die höchste g-Kraft (negative Beschleunigung), die jemals ein Mensch freiwillig erduldete. Die Experimente brachten zahlreiche neue Erkenntnisse, die zur Verbesserung der Sicherheit in der zivilen und militärischen Luftfahrt beitrugen, z. B. für die Entwicklung neuer Flugzeugsitze.

## Rekorde
Der zurzeit gültige Weltrekord für Landfahrzeuge wurde am 30. April 2003 mit einem vierstufigen Raketenschlitten auf der Holloman Air Force Base aufgestellt. Die Geschwindigkeit des Raketenschlittens betrug Mach 8,5 (10.325 km/h).

## Bildergalerie

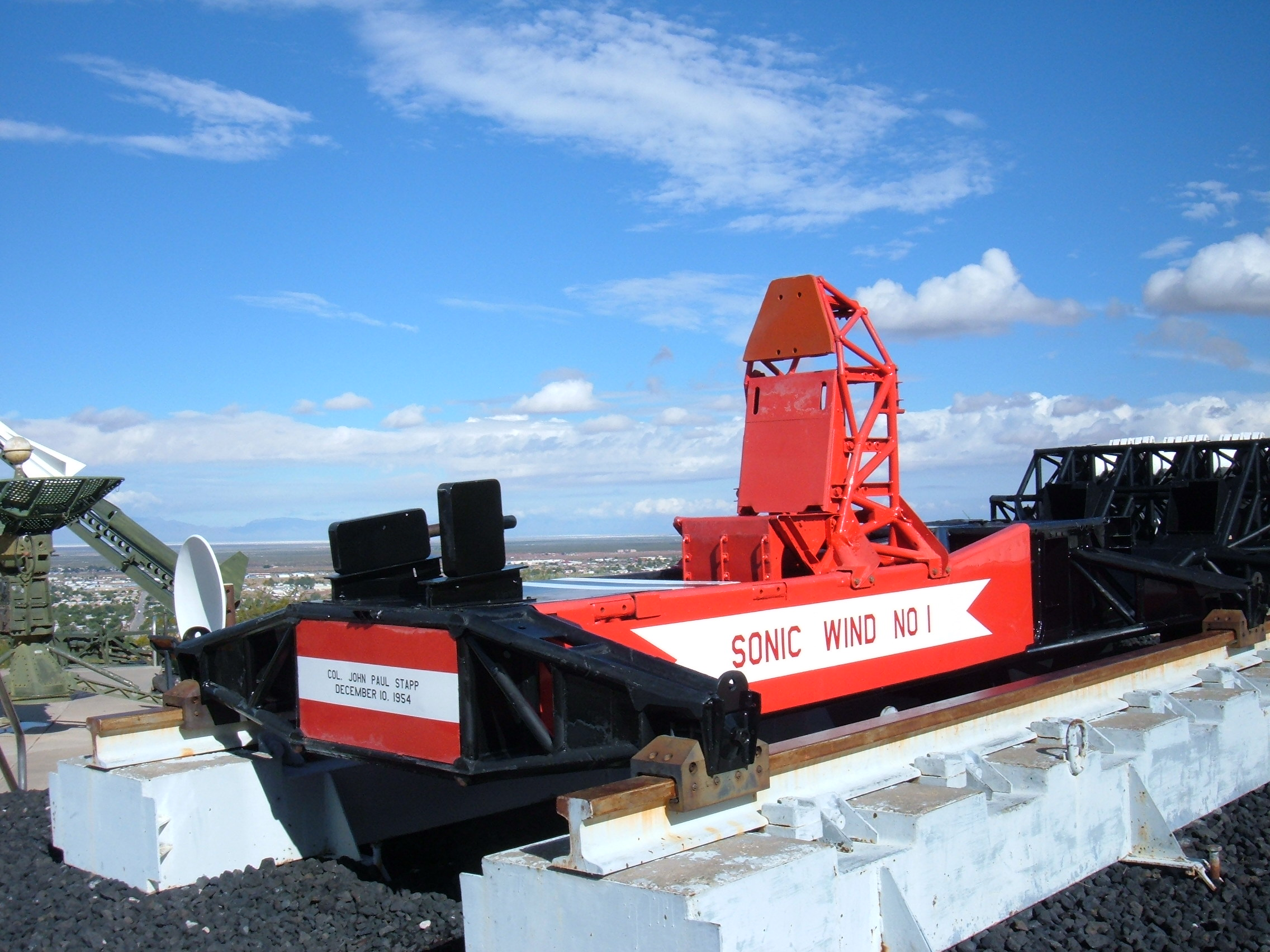
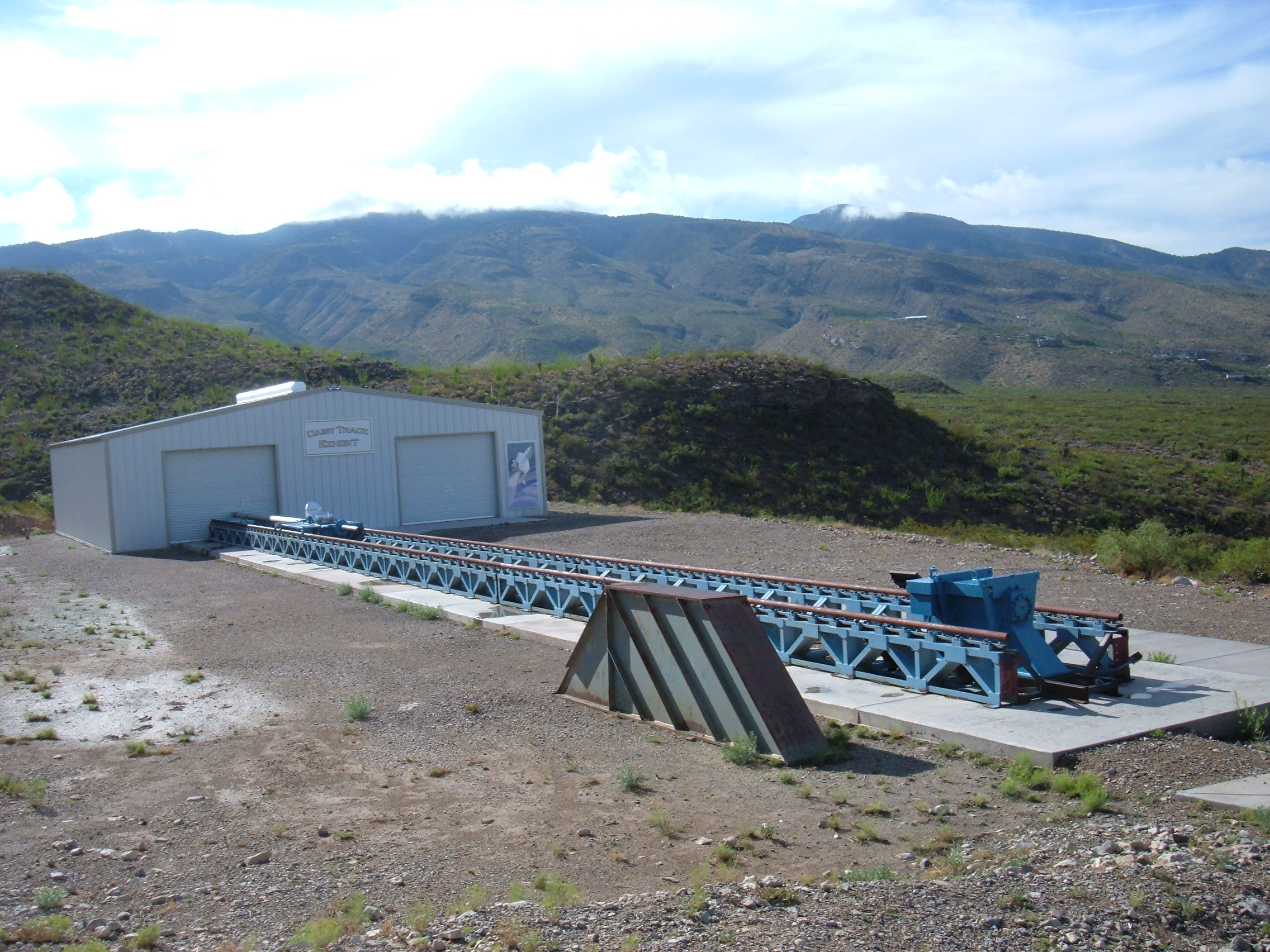
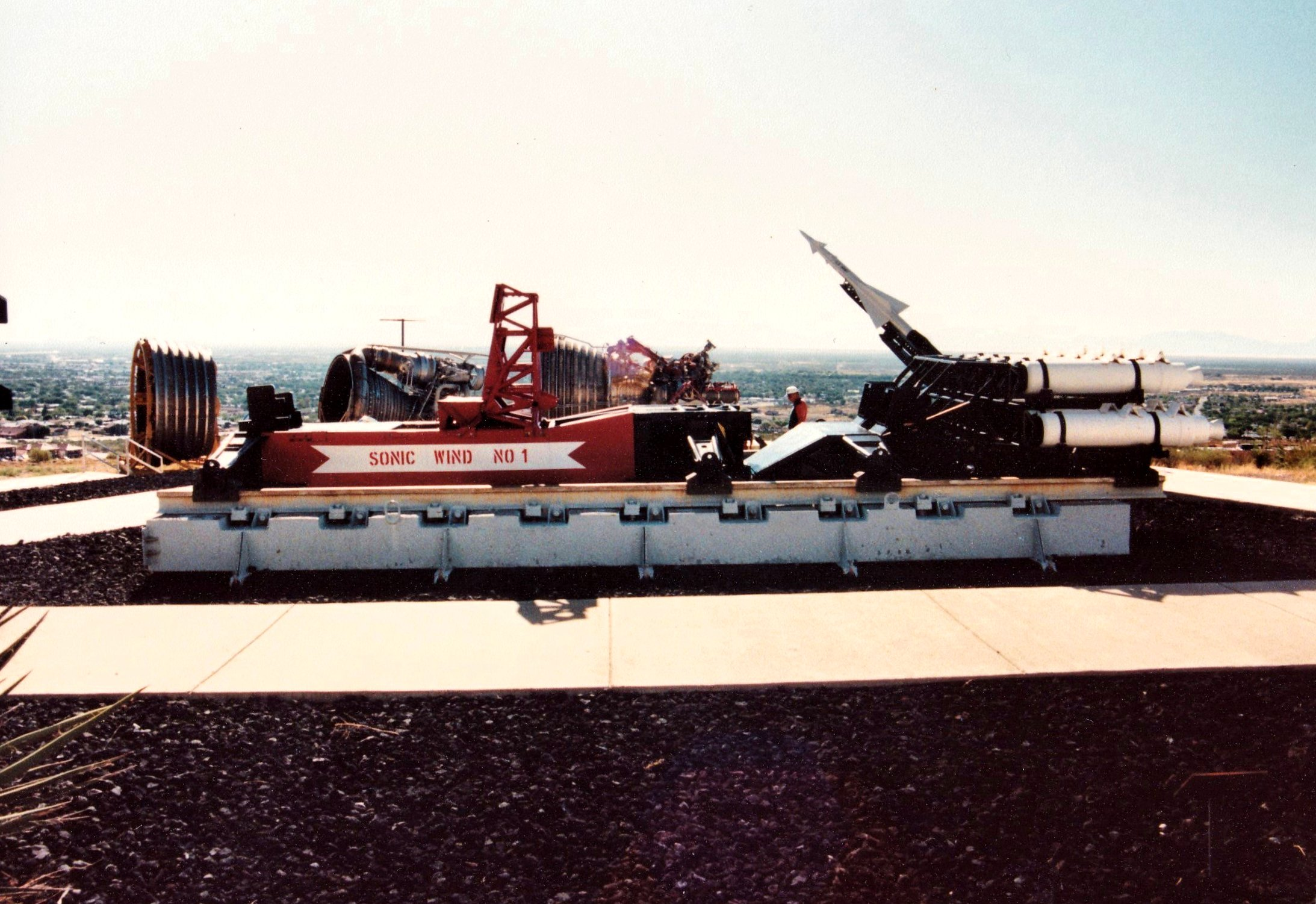